# Nakterhus

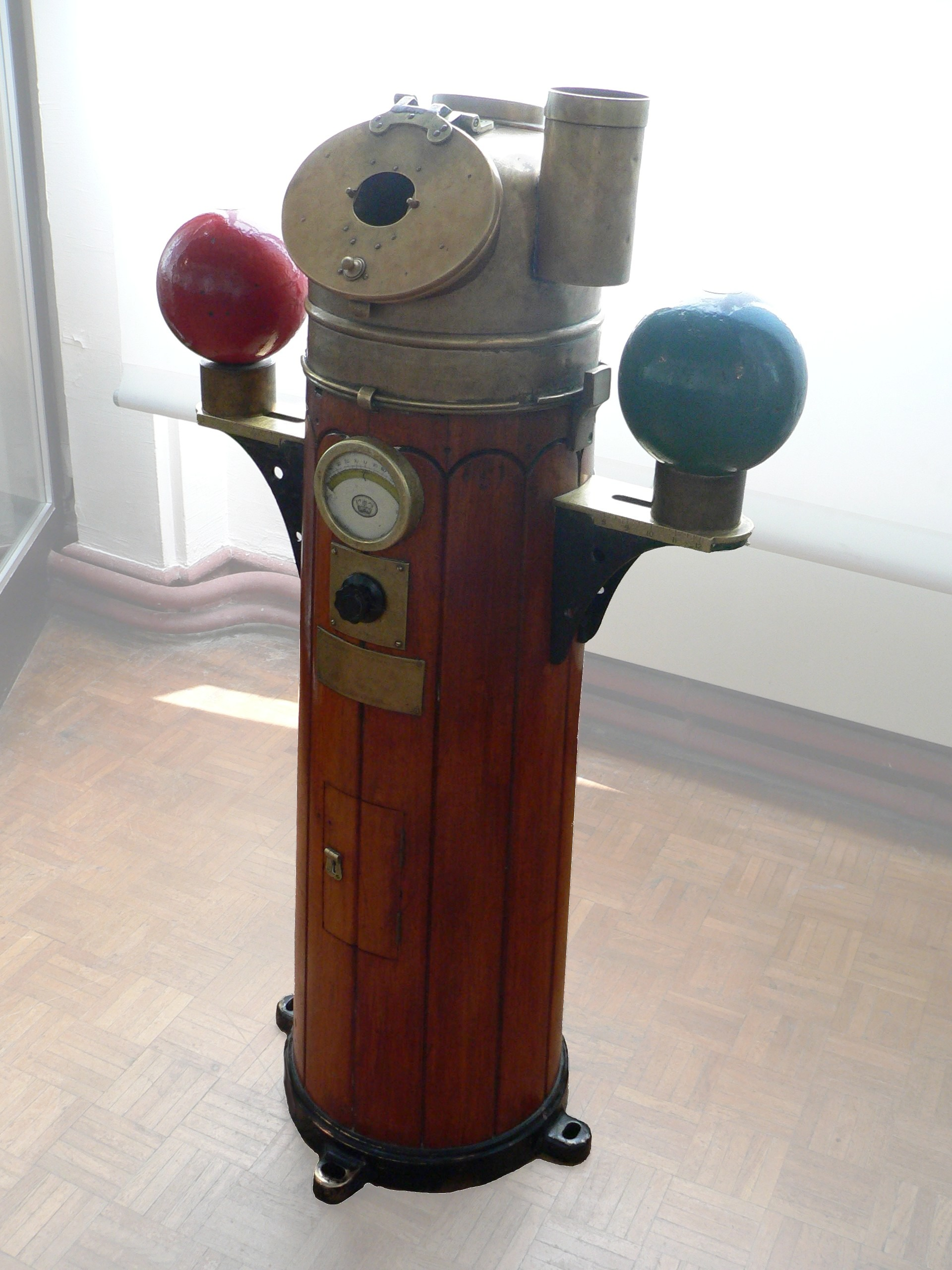
Nakterhus

Nakterhus (från nederländska nachthuis, natt-hus) är ett skåp eller ställning som skyddar den inbyggda magnetiska kompassen på (större) fartyg. På vardera sidan sitter två järnklot som används för att reducera inverkan av fartygets egen magnetism på kompassen. Kompassen devierades genom att förskjuta järnkloten. På moderna fartyg använder man så kallade devieringsmagneter istället för järnkloten.
Kompassen i nakterhuset kan belysas utan att fartygmanskapets mörkersyn försämras i hög grad.